# Rudolf Quack
Rudolf Quack (* 26. Juli 1909 in Neuhof bei Hamburg; † 11. Juli 2001 in Stuttgart) war ein deutscher Ingenieur und Hochschullehrer.

## Leben
Rudolf Quack studierte Maschinenbau und als Ergänzungsstudium Elektrotechnik an der Technischen Hochschule München und promovierte dort 1933. Er arbeitete danach für verschiedene Unternehmen in den Bereichen Großchemie und Dampferzeugerbau in Deutschland und Schweden. 1953 erfolgte die Berufung an die Technische Hochschule Stuttgart. Er wurde Direktor des Instituts für Verfahrenstechnik und Dampfkesselwesen (IVD) und sorgte dafür, dass der neue Standort Pfaffenwald ein universitätseigenes Heizkraftwerk erhielt. 
Quack war mehrmals Dekan seiner Fakultät und in zahlreichen Vereinigungen und Gremien tätig. So war er in den Jahren 1974 und 1975 Vorstandsmitglied des Vereins Deutscher Ingenieure (VDI). Er war Beiratsmitglied der Kommission Reinhaltung der Luft und wirkte bei der Arbeitsgemeinschaft Industrieller Forschungsvereinigungen (AiF), beim Deutschen Dampfkesselausschuss sowie der Deutschen Vereinigung für Verbrennungsforschung mit. Daneben gründete er den wissenschaftlichen Beirat der Technischen Vereinigung der Großkraftwerksbetreiber (VGB) und gehörte der International Federation of Automatic Control sowie der DECHEMA an.

## Auszeichnungen
- 1973: Guilleaume-Gedenkmünze der VGB
- 1981: Ehrenmitgliedschaft des VDI
- 1989: Bundesverdienstkreuz 1. Klasse[3]
- 1990: Ehrendoktorwürde der Technischen Universität München